# Louis-Philippe Hébert (auteur-compositeur-interprète)
Pour les articles homonymes, voir Louis-Philippe Hébert et Hébert.
 (décembre 2023).
Si vous disposez d'ouvrages ou d'articles de référence ou si vous connaissez des sites web de qualité traitant du thème abordé ici, merci de compléter l'article en donnant les références utiles à sa vérifiabilité et en les liant à la section « Notes et références ».
Louis-Philippe Hébert est un auteur-compositeur-interprète québécois, plus connu sous le nom de Louphi.

## Biographie
Au début des années 1990, il se lance dans la musique après avoir étudié le théâtre. Au fil des ans, Louphi étend son domaine de compétences artistiques à l'écriture et à l'interprétation.
Il est lauréat de l'édition 1997 du Festival en chanson de Petite-Vallée, en Gaspésie, dans la catégorie "Interprète", ce qui lui offre l'occasion d'un premier spectacle en France, à Marseille. Un an plus tard, il obtient le premier prix du Festival international de la chanson de Granby.
À partir de 2000, Louis-Philippe Hébert s'exporte de plus en plus régulièrement en France, en Belgique et au Brésil. Les concerts se multiplient avec la sortie en 2002 de la réédition du premier album "Le monde est un caillou" dont est issu le spectacle "Conquistador".
Trois ans plus tard, en 2005, à l'occasion de la sortie de son second album "Prophète en mon pays", la couverture médiatique en France lui permet de mieux se faire connaître du grand public français et lui ouvre les portes de salles de spectacle  telles que le "Sentier des Halles".
Les influences de Louphi sont variées et incluent notamment David Bowie, Diane Dufresne, Guesch Patti, Brel, Barbara et Zazie.

## Discographie

### Albums
- 1998 : Le monde est un caillou
- 2002 : Le monde est un caillou (réédition) + 4 titres inédits
- 2005 : Prophète en mon pays
- 2009 : Prophète en mon pays version indienne. WOA Records
- 2010 : Singles collection - 1998-2008

## Source
- Mission accomplie pour Hébert - Une tournée en France réussie